# 76 (tal)
76 (seksoghalvfjerds, på checks også syvtiseks) er det naturlige tal som kommer efter 75 og efterfølges af 77.

## Inden for videnskab
- 76 Freia, asteroide
- M76, planetarisk tåge i Perseus, Messiers katalog
- Grundstoffet osmium har atomnummer 76.

## Eksterne links
- Wikimedia Commons har flere filer relateret til 76 (tal)